# Issam al-Sabhi
Issam Abdallah Saif al-Sabhi (arabisch عصام الصبحي, DMG ʿIṣām aṣ-Ṣubḥī; auch Essam Al-Subhi; * 1. Mai 1997 in Maskat) ist ein omanischer Fußballspieler.

## Karriere

### Klub
Er begann seine Karriere bei al-Shabab und zur Saison 2019/20 wechselte er zu al-Rustaq.

### Nationalmannschaft
Seinen ersten Einsatz für die omanische Nationalmannschaft hatte er am 15. Oktober 2019 bei einer 1:2-Niederlage gegen Katar, während der Qualifikation für die Weltmeisterschaft 2022. Hier wurde er zur 80. Minute für Abdul Aziz al-Muqbali eingewechselt. Nebst weiteren Qualifikationsspielen, bekam er seitdem auch Einsätze beim FIFA-Arabien-Pokal 2021.